# Prinsenbrug
De Prinsenbrug is een verkeersbrug in de stad Haarlem. De brug die uit een bascule- en hefbrug bestaat overspant het Spaarne en is een van de drukste oost-westverbindingen van de stad. De brug is gelegen net ten noordoosten van de oude Binnenstad van Haarlem en net iets ten zuiden van de brug (69 m) ligt de Spoorbrug over het Spaarne. De Prinsenbrug verbindt de Oudeweg vanuit de Waarderpolder met het Prinsen Bolwerk, waar de brug naar is vernoemd.
De doorvaarthoogtes betreffen in het vaste gedeelte 3,10 m, in de hef 3,30 m en in het basculegedeelte 2,85 m. De doorhaarbreedtes zijn 12 m in de hefbrug en 10,8 m in de basculebrug. Vlak bij de brug ligt aan de westoever van het Spaarne het Havenkantoor.

## Geschiedenis

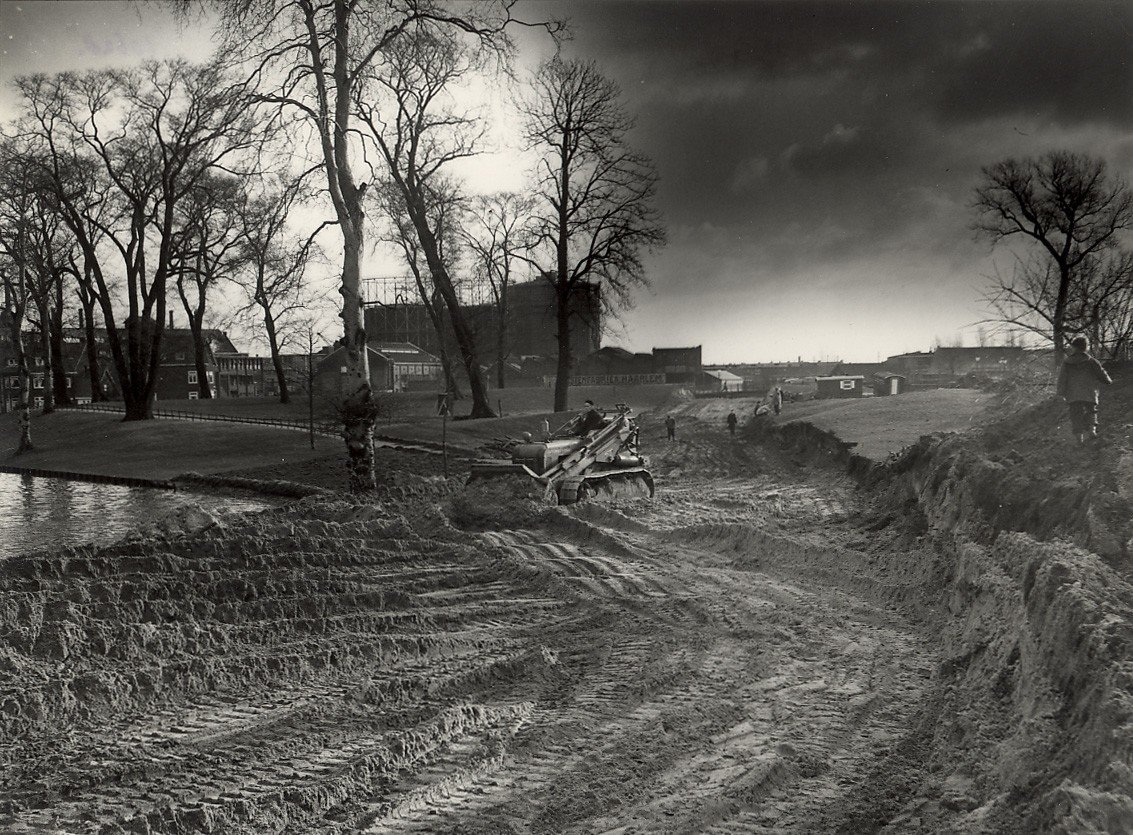
Werkzaamheden in verband met de bouw van de brug, omstreeks 1955

Voor de bouw van de brug werd in 1950 begroot en omstreeks 1955 waren de werkzaamheden voor de aanleg van de Prinsenbrug begonnen. De totale kosten werden geraamd op 2 miljoen gulden. In 1957 werd de Oudeweg omgebogen richting de nieuw gebouwde verkeersbrug over het Spaarne. Met deze ombuiging verloor de Amsterdamse Poort, waar de Oudeweg voorheen uitkwam, zijn betekenis als oostelijke toegang van de stad. Op 28 juli 1958 was de openstelling van de brug voor het verkeer.

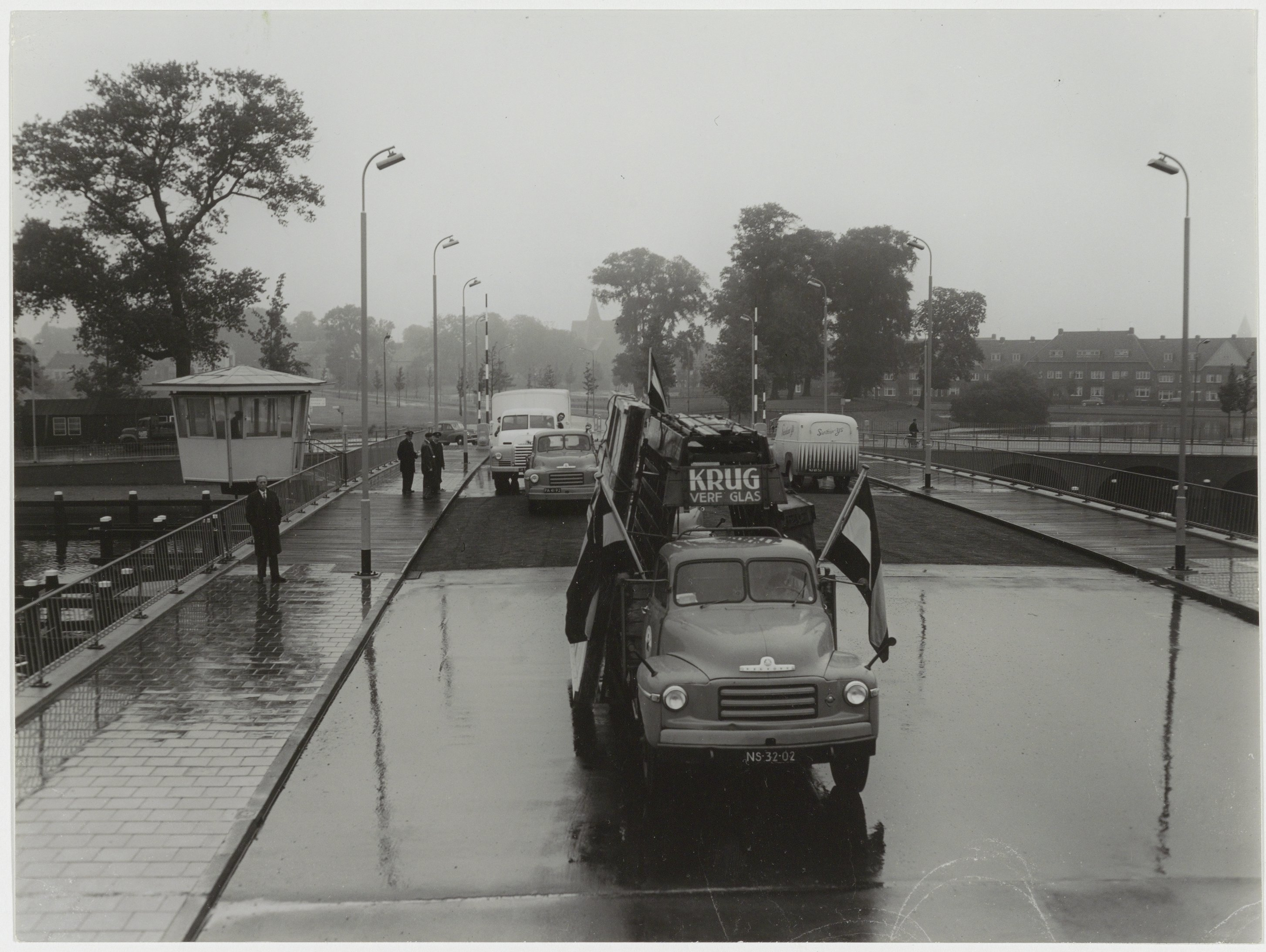
De openstelling van de Prinsenbrug, ziende naar het westen

in 2013 is het basculegedeelte van de brug gerenoveerd nadat eerder in 2006 de hefbrug was gedaan. De brug had te lijden onder het vele autoverkeer. Bij de renovatie werd de houten bekleding vervangen door een stalen brugdek. Hierdoor werd de brug veiliger en stiller. Hiernaast werden de remmingwerken, en de hydraulische en elektrische installatie vervangen.
Er wordt door de gemeente onderzocht of er aan de oostzijde van de Prinsenbrug en Spoorbrug een onderdoorgang kan worden gerealiseerd voor voetgangers en fietsers. Deze onderdoorgang zou dan aansluiting bieden op de Kelderwindkade en Drosteboulevard, vernoemd naar de Droste-branderij die zich daar bevond.

## Trivia
- In 2020 was de brug te zien in een reclame van de Kwantum.[9][10]